# Magnificent City
Magnificent City è un album in studio completamente americano del rapper americano Aceyalone, accompagnato dal produttore hip hop statunitense RJD2. È stato pubblicato su Decon e Project Blowed nel 2006. Ha raggiunto la posizione numero 39 nella classifica Billboard Heatseekers Albums, così come la numero 43 nella classifica Independent Albums.
RJD2 ha pubblicato una compilation di versioni strumentali delle canzoni dell'album nel 2006, intitolata Magnificent City Instrumentals. Il brano A Beautiful Mine è stato adattato come sigla di apertura della serie televisiva Mad Men.

## Tracce
1. All for U – 3:28
2. Fire – 4:11
3. Cornbread, Eddie & Me – 2:46
4. Mooore – 4:49
5. Supahero – 4:11
6. Supahero – 3:22
7. Disconnected – 3:21
8. Caged Bird – 3:12
9. Solomon Jones – 3:46
10. A Sunday Mystery – 1:33
11. Junior – 3:41
12. Heaven – 3:38
13. Here & Now – 5:29
14. A Beautiful Mine – 5:29